# Paz de Bautzen
A Paz de Bautzen (em alemão:  Frieden von Bautzen; em polonês/polaco:  Pokój w Budziszynie) foi um tratado concluído em 30 de janeiro de 1018, entre o Sacro Império Romano Otoniano através de Henrique II e o duque Piasta de Polanos Bolesłau I da Polónia – demoninada, na época, como Civitas Schinesghe – que encerrou uma série de guerras polonês-germânicas pelo controle da Lusácia e da Alta Lusácia (Milzenerland ou Milsko, a parte oriental do magravato de Meissen (Miśnia)), bem como Boêmia, Morávia e Eslováquia . 
Bolesłau desfrutou da estreita amizade do imperador Otão III e após sua morte apoiou um dos seguidores de Otão, Ecardo I, Margravo de Méissen, para o cargo de Sacro Imperador Romano, contra as reivindicações de Henrique II. Após a morte do imperador Otão III e de Ecardo em 1002, Bolesłau conquistou o domínio de Ecardo em Méissen, bem como a marcha de Lusácia. Depois que Henrique garantiu sua posição na Alemanha, um acordo foi alcançado que deixou Bolesłau com Lusácia e a Alta Lusácia, enquanto o duque polonês, por sua vez, reconheceu Henrique como Sacro Imperador Romano. 
A luta logo recomeçou, no entanto, após uma tentativa malsucedida de assassinato contra Bolesłau - que ele acreditava ter sido ordenada por Henrique, que negou a acusação - ocorreu logo após a paz ser concluída. Bolesłau assumiu o controle da Boêmia, tendo anteriormente adquirido a Morávia e a Eslováquia. Na luta que se seguiu Bolesłau aliou-se com o Sacro Império Romano oposição nobre para Henrique, enquanto o imperador buscou apoio entre os Lútici, a eslava tribo Polábia. Uma paz intermediária foi concluída em Merseburgo em 1013, que preservou o status quo territorial, com Bolesłau segurando a Morávia e a Eslováquia, enquanto Jaromir foi feito governante da Boêmia (embora logo tenha sido deposto por seu irmão Oldrique ). Bolesłau, entretanto, concordou em apoiar a campanha italiana do imperador. A guerra aberta continuou quando Bolesłau I não cumpriu com essa condição e, em vez disso, apoiou os adversários italianos de Henrique II. Henrique II foi, no entanto, incapaz de derrotar Bolesłau I e concordou com uma paz em Báutzen (1018), que deixou o Duque da Polônia no comando da marcha Lusaciana e da Alta Lusácia. Os dois governantes também fortaleceram os laços dinásticos entre eles por meio do casamento de Bolesłau com Oda, primeira filha do Margravo Ecardo. O imperador também prometeu ajudar Bolesłau em sua expedição contra a Rutênia no verão de 1018 com contingentes de tropas alemãs e húngaras, o que permitiu ao governante polonês capturar Quieve e anexar uma parte da Rutênia Vermelha. 

## Prelúdio

### Merseburgo (1002)

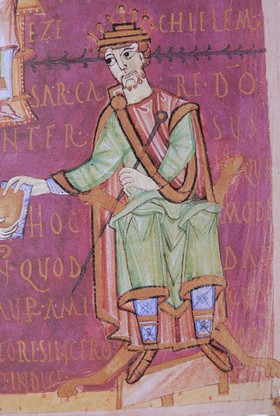
Henrique II, Sacro Imperador Romano

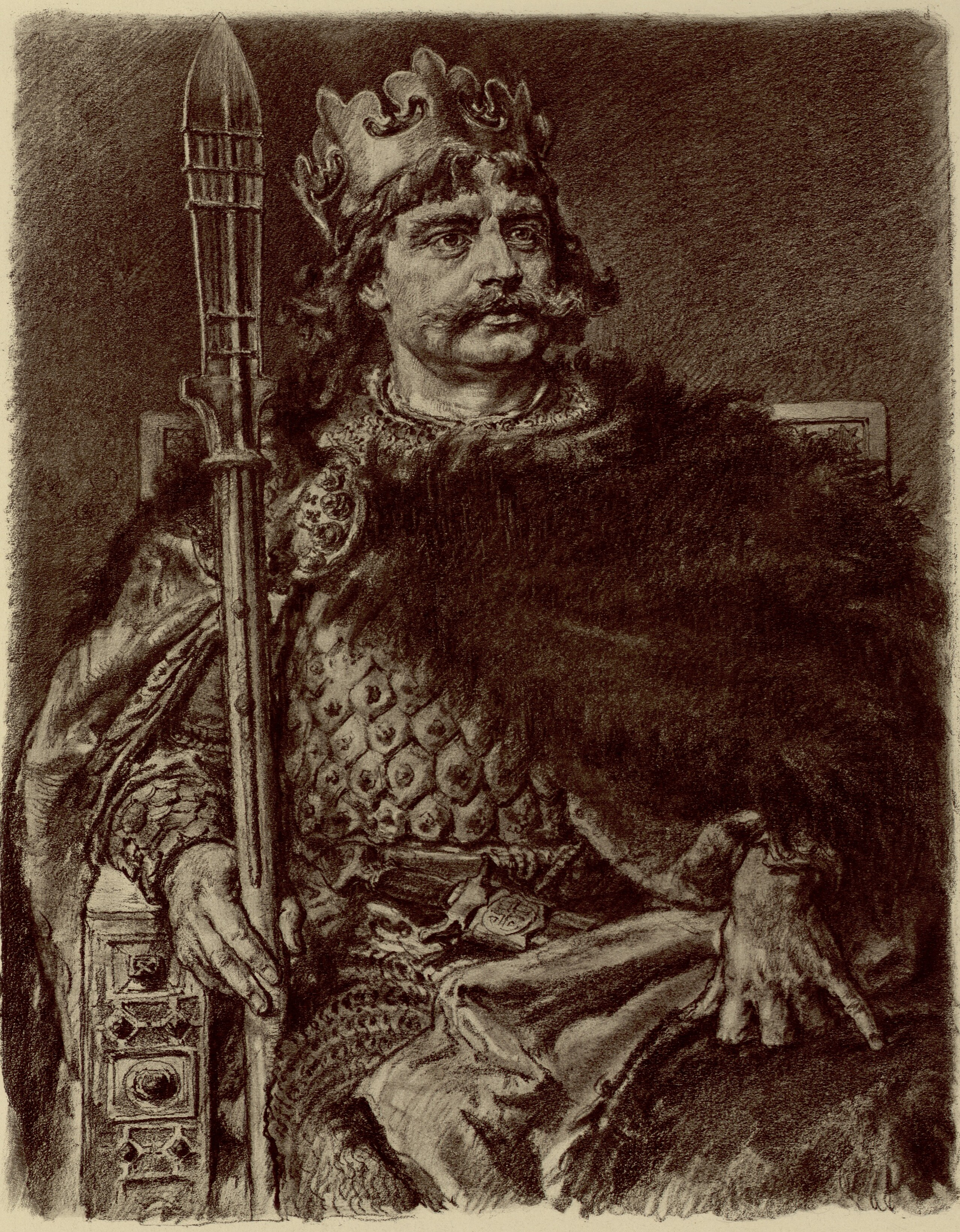
Bolesłau I da Polônia em um desenho de Jan Matejko

Após a morte do imperador Otão III, o duque bávaro Henrique IV e o Margravo de Méissen Ecardo (Eckeardo) I competiram pela sucessão.  Quando Ecardo I foi assassinado em 30 de abril de 1002 em Pöhlde,  o duque polonês Bolesłau I dos Piasts, que havia apoiado a candidatura de Ecardo,  assumiu o Margravate de Méissen e a Baixa Lusácia, terras recentemente conquistadas pelos alemães e ainda habitada principalmente por eslavos,  provavelmente com a aprovação da família de Ecardo.  Ele assumiu o controle de Bautzên e Méissen, após os próprios habitantes terem forçado as tropas alemãs a deixar a cidade, enquanto outros cavaleiros alemães voluntariamente reconheceram o governo de Bolesłau na região. Enquanto isso, Henrique IV consolidou seu governo contra candidatos rivais e, como Henrique II, foi coroado rei da Alemanha em junho.  
Em 25 de julho de 1002  em uma reunião imperial realizada em Merseburgo,   a disputa foi resolvida da seguinte forma: 
- Henrique II deu a Baixa Lusácia e a parte oriental da Marcha de Méissen (Alta Lusácia ) a Bolesłau I como feudo, [5] [9]
- Bolesłau teve que devolver o Magravato de Méissen truncado,
- Bolesłau I jurou lealdade a Henrique II junto com os nobres saxões.

Quando Bolesłau I deixou Merseburgo, ele foi emboscado, mas devido à ajuda de Henrique de Scheinfurte e do duque saxão Bernardo I, ele foi capaz de repelir o ataque.  Henrique II não o protegeu nem puniu os agressores.  

### Poznão (1005)
Em 1003, Bolesłau I conquistou o Ducado da Boêmia,  prendeu seu duque Premislida, Boleslau III,  e negou a Henrique II o juramento de fidelidade ao ducado.  Henrique II não aceitou isso,  e estava determinado a contestar as reivindicações polonesas ao ducado da Boêmia.  Bolesłau I aliou-se ainda mais à nobre oposição alemã a Henrique II.  Essa aliança incluía Henrique de Scheinfurte, seu primo Énster, bem como Bruno, irmão de Henrique II, bispo de Augsburgo, todos os quais fugiram para a corte de Bolesłau quando sua rebelião contra Henrique II falhou.  Enquanto Bolesłau I podia contar com o apoio de muitos nobres saxões seculares, Henrique II podia contar com os clergos saxões.  Também em 1003, Henrique II aliou-se ao pagão Lútici contra Bolesłau I,    e em 1004 lançou uma campanha contra o último.  No curso desta campanha, Henrique II expulsou Bolesłau I da Boémia e concedeu-o ao duque Premislida Jaromir   em 1004, antes de sitiar e tomar Bautzen das forças de Bolesłau I e incorporá-lo ao Ducado da Saxônia .  Alguns meses depois, junto com Veletos e aliados tchecos, Henrique II montou outra campanha.  Ele cruzou o Rio Óder perto de Krôsno e avançou para a Grande Polônia . Bolesłau, no entanto, evitou uma batalha aberta, atormentou as tropas do imperador com táticas de guerrilha e causou "grandes perdas", segundo cronistas alemães contemporâneos.  A luta foi concluída em 1005  quando Tágino, arcebispo de Magdeburgo mediou uma paz perto de Poznão,  como resultado da qual a Polônia teve que desistir de Lusácia e Méissen, mas manteve a Eslováquia e a Morávia por enquanto.  
A paz foi temporária, pois nem Henrique II estava pronto para conceder a Boleslau I um status mais elevado do que o de um vassalo comum, nem este abandonou seu desejo por tal posição ou aceitou o poder de Henrique II como imediato a Deus, como seu a autopercepção foi semelhante a este respeito. 

### Meresburgo (1013)
Apesar da paz de Poznão, a guerra entre Boleslau I e Henrique II continuou entre 1007 e 1013.  Em 1007, Boleslau I assumiu novamente o controle da Lusácia com a fortaleza de Báutzen.  Uma campanha liderada por Henrique II em 1010 não teve sucesso.  Durante esta campanha, que começou em Belgerno, Henrique II foi atingido por uma doença no castelo de Járinau e voltou com alguns de seus bispos, enquanto os exércitos restantes devastaram a área circundante.  Uma campanha saxônica em 1012 também foi malsucedida.  Henrique II havia mobilizado a nobreza saxã para organizar campanhas em seu nome, pois precisava de um acordo de paz antes de 1013, quando estava marcada sua coroação em Roma .  
Assim, em 1013, Boleslau I e Henrique II concordaram em uma paz em Merseburgo:
- Henrique II deu novamente a Baixa Lusácia e a Alta Lusácia a Boleslau I como feudo, [12]
- Boleslau I novamente prometeu lealdade a Henrique II,
- Bolesłau I prometeu apoiar a campanha de Henrique II a Roma,
- Henrique II prometeu apoiar a campanha de Bolesłau I a Quieve com Quinhentos cavaleiros. [15]

O tratado foi confirmado pelo casamento de Riqueza, uma sobrinha de Otão III, com Miecislau II, filho de Bolesław I.  Durante a cerimônia, Bolesław I carregou a espada para Henrique II. 
Boleslau I, entretanto, não ajudou Henrique II em sua campanha italiana,  e se recusou a reconhecer que a Lusácia e a Alta Lusácia eram seus únicos feudos.  Em vez disso, ele apoiou o antipapa crescentiano Gregório VI e intrigou contra Henrique II na Itália, que negou a Gregório seu apoio em Pôlde .  Henrique II começou sua campanha italiana no outono de 1013, derrotou os aliados dos crescentes e fez com que o papa Bento VIII o coroasse Sacro Imperador Romano em Roma em 14 de fevereiro de 1014.  Entretanto, o duque Boémio Oldrique capturou o filho de Boleslau I, Miecislau, e entregou-o a Henrique II, que no entanto o libertou.  

## Báutzen (1018)

### Operações militares e antecedentes políticos
Em julho de 1015, Henrique II e seus aliados luticianos renovaram a guerra contra Bolesłau I   com base no fracasso deste último em apoiá-lo na Itália.  A campanha começou em Madeburgo, de onde o exército de Henrique II cruzou a Lusácia até Crôsno, onde dois outros exércitos comandados por Bernardo II da Saxônia e Olrique da Boêmia deveriam se juntar a ele.  O plano falhou, entretanto, já que as manobras de Bolesłau impediram os dois exércitos de se unirem. Durante a luta, o Margravo Gêro, bem como duzentos outros cavaleiros alemães foram mortos por arqueiros poloneses e Bolesłau permitiu que o bispo de Méissen, Éido, recuperasse os corpos para o enterro.  Como resultado desses contratempos, Henrique II se retirou.  As negociações subsequentes com Boleslau I falharam.  Em 1017, Henrique II marchou com um exército de Leitcáu paraGlogau, onde Boleslau I o esperava,  mas optou por não sitiar a cidade, pois ela era fortemente fortificada.  Em vez disso, Henry sitiou a vizinha Niemcá, no entanto, os reforços poloneses conseguiram entrar na cidade em duas ocasiões e o cerco não teve sucesso. O cronista alemão contemporâneo Tiemar de Merseburgo, geralmente mal-intencionado para com os poloneses, nesta ocasião comentou sobre a bravura e habilidade dos defensores, observando que eles nem aplaudiram quando tiveram sucesso, nem lamentaram quando sofreram um revés.  Os habitantes da cidade também ergueram uma cruz na parede que enfrentava os aliados luticianos pagãos do imperador.  Eventualmente, devido a uma doença de parte de seu exército, Henrique abortou o cerco e retirou-se, tomando a rota para a Boêmia porque o caminho de volta para a Alemanha foi bloqueado pelas forças principais de Boleslau, estacionadas em Breslávia .   
Durante essas campanhas, Henrique II foi confrontado com a oposição de parte da nobreza saxônica, incluindo a Casa de Bilungue, que mantinha boas relações e era em parte parente de Bolesłau I.  Em 1017, Henrique II, portanto, se dirigiu a Bolesłau I como "inimigo público" e proibiu novos contatos com ele.  No final de 1017, as tropas polonesas invadiram as terras alemãs entre os rios Mûlde e Elba . 

### O Tratado
Em 30 de janeiro de 1018, a paz foi feita em Bautzen. Bolesław I manteve a marcha da Lusácia e a Alta Lusácia. Tiemar, o principal cronista alemão da época, não deu detalhes precisos sobre as condições em que Bolesłau manteve essas terras. De acordo com o historiador alemão Scheimûller, ele os manteve como um feudo imperial.   De acordo com o historiador polonês Páuel Jasiênica, as terras foram mantidas sem qualquer obrigação para com o império. A História Medieval de Cambríge afirma que eles pertenciam a Bolesłau em "termos puramente nominais de vassalagem". 
O cronista alemão contemporâneo Tiemar, que geralmente era mal-intencionado em relação aos poloneses, comentou sobre a paz com as palavras "non ut decuit sed sicut fieri potuit", que significa "não como deveria ser, mas como era possível nas circunstâncias "  
Ambas as partes também trocaram reféns.  Henrique II não compareceu e não renovou as campanhas contra Bolesłau I depois disso.  A paz foi confirmada pelo casamento de Odá de Méissen, filha de Ecardo I, com Bolesłau I.  Foi o quarto casamento de Bolesłau I; Regelinda, uma filha do seu casamento anterior com Emilda da Lusácia, já era casada com o irmão de Odá, Hermano I de Méissen .  
Henrique também se obrigou a apoiar Bolesłau com trezentos cavaleiros na expedição do governante polonês Quieve no mesmo ano.